# De Havilland Vampire
de Havilland DH.100 Vampire là một loại máy bay tiêm kích trang bị động cơ phản lực được trang bị cho Không quân Hoàng gia (RAF) vào cuối Chiến tranh thế giới II. Sau Gloster Meteor, Vampire là loại tiêm kích phản lực thứ hai được trang bị cho RAF. Do được trang bị cho các đơn vị vào cuối chiến tranh nên Vampire không có cơ hội tham chiến, nhưng nó lại phục vụ tại các đơn vị chiến đấu của RAF đến tận năm 1955 và tiếp tục được sử dụng như một máy bay huấn luyện đến năm 1966. Vampire cũng phục vụ trong không quân nhiều nước trên thế giới.
Có gần 3.300 chiếc Vampire được chế tạo, một phần tư trong số đó được chế tạo theo giấy phép tại các quốc gia khác. Thiết kế Vampire cũng được phát triển thành loại tiêm kích-bom de Havilland Venom cũng như các biến thể hải quân Sea Vampire.

## Thiết kế và phát triển
Vampire được coi như là một thiết kế thử nghiệm lớn do nó có cách bố trí không chính thống và sử dụng chỉ 1 động cơ, không như Gloster Meteor trang bị 2 động cơ và có thiết kế truyền thống. Các động cơ phản lực ban đầu của Anh có hiệu suất thấp nên chỉ có các thiết kế máy bay 2 động cơ mới được xem xét thực tế; nhưng các động cơ công suất cao khác lần lượt được phát triển, đặc biệt là mẫu động cơ H.1 của Frank Halford (sau này còn được gọi là Goblin), nhờ vào đó máy bay tiêm kích phản lực 1 động cơ trở nên khả thi hơn. De Havilland đã tiếp cận với việc sản xuất một khung thân trang bị H.1, và thiết kế đầu tiên của họ là DH.99 là một mẫu máy bay có 3 càng đáp, xà dọc kép, hoàn toàn bằng kim loại, được trang bị 4 khẩu pháo. Việc sử dụng xà dọc kép (tương tự như Lockheed P-38) giúp cho ống xả của động cơ ngắn nhờ đó tránh được tổn hao năng lượng như với ống xả dài trang bị trên các khung máy bay thông thường. DH.99 đã được sửa đổi để có thể được chế tạo từ gỗ và kim loại theo các khuyến cáo của Bộ sản xuất máy bay, và thiết kế được đánh số lại thành DH.100 vào tháng 11-1941.

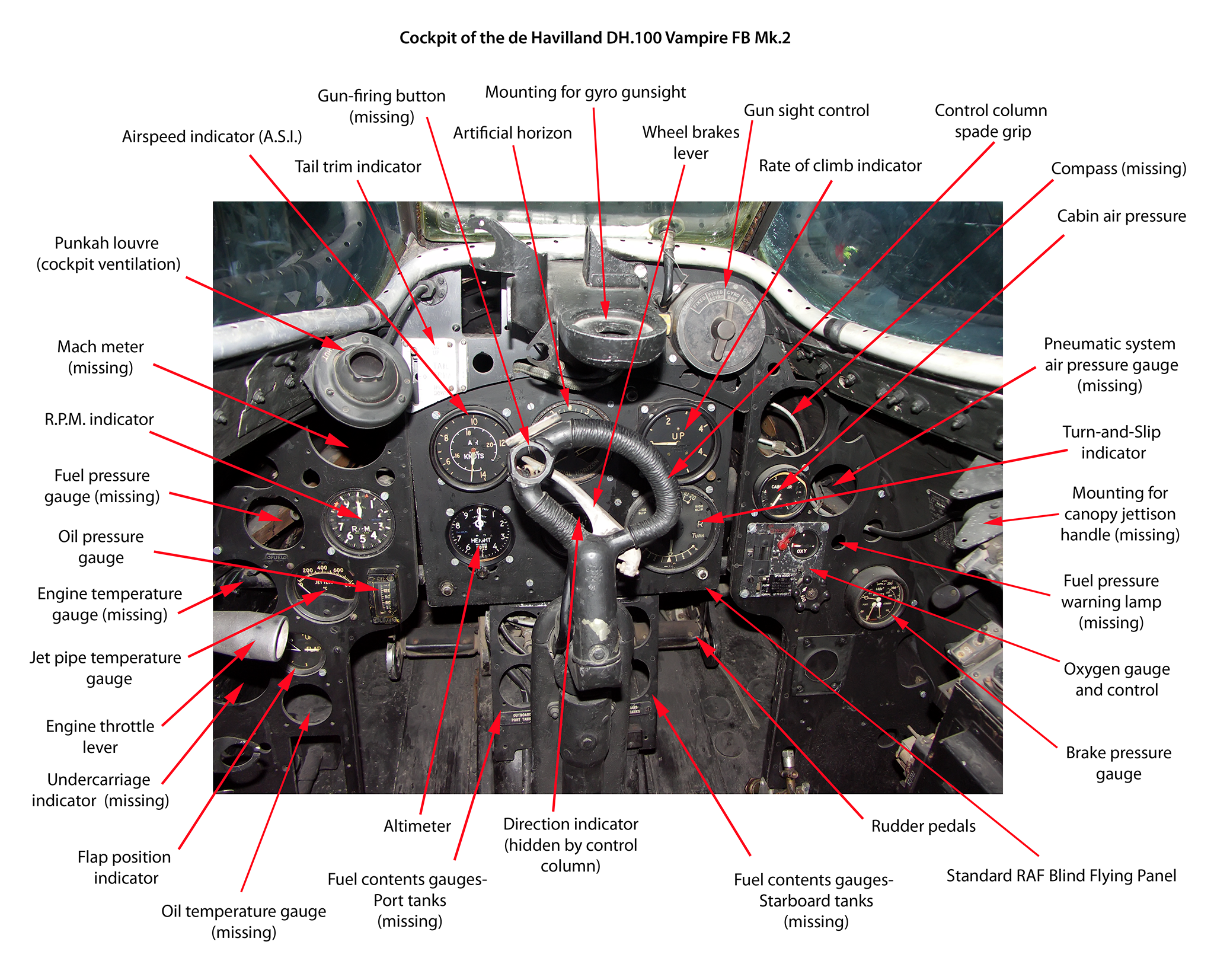
Bố trí bên trong của một chiếc Vampire FB Mk2

Theo đặc tả kỹ thuật E.6/41 cho 2 nguyên mẫu, việc thiết kế trên mẫu DH.100 bắt đầu tại de Havilland ở Hatfield vào giữa năm 1942, 2 năm sau loại Meteor.
Tên ban đầu của máy bay là "Spider Crab", đây hoàn toàn là một đề án của de Havilland, khai thác kinh nghiệm của công ty trong việc chế tạo máy bay bằng gỗ. Nhiều tính năng thiết kế cơ bản lần đầu tiên được sử dụng trong máy bay ném bom Mosquito của họ. Nó có kiểu cánh thẳng và một động cơ phản lực đặt ở trong khung thân máy bay có hình quả trứng, vỏ ngoài máy bay làm bằng nhôm.
Geoffrey de Havilland Jr là phi công thử nghiệm trưởng của de Havilland và cũng là con trai của người sáng lập công ty, đã bay thử nguyên mẫu LZ548/G vào ngày 20/9/1943 từ Hatfield. Chuyến bay đã diễn ra chỉ sau chuyến bay đầu tiên của Meteor có 6 tháng. Chuyến bay đầu tiên của Vampire đã bị trì hoãn do cần phải gửi động cơ duy nhất còn lại tới Lockheed để thay thế cho một động cơ đã bị phá hủy trong thử nghiệm dưới mặt đất của nguyên mẫu XP-80. Vampire Mk I không được sản xuất cho đến tận tháng 4/1945, hầu hết chúng được chế tạo tại nhà máy của English Electric Aircraft do những các cơ sở sản xuất của de Havilland đang phải bận rộn sản xuất các loại máy bay khác. Dù RAF rất mong muốn sớm được trang bị loại máy bay này, nhưng nó vẫn phải tiếp tục phát triển cho đến khi chiến tranh kết thúc, và chưa được đưa vào tham chiếm trong Chiến tranh Thế giới II.

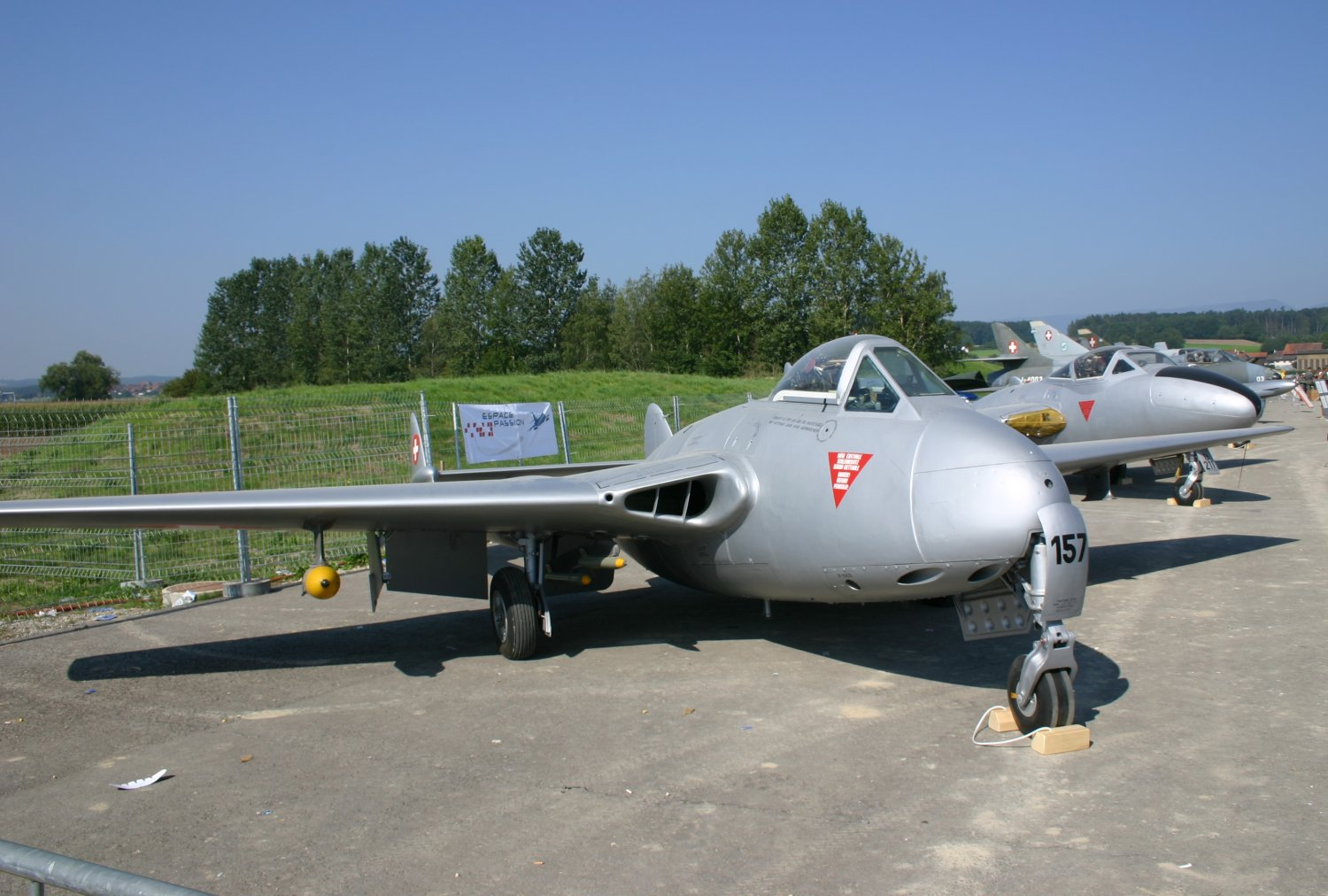
Một chiếc FB.5 một chỗ (trước) và một chiếc T.11 hai chỗ Vampire

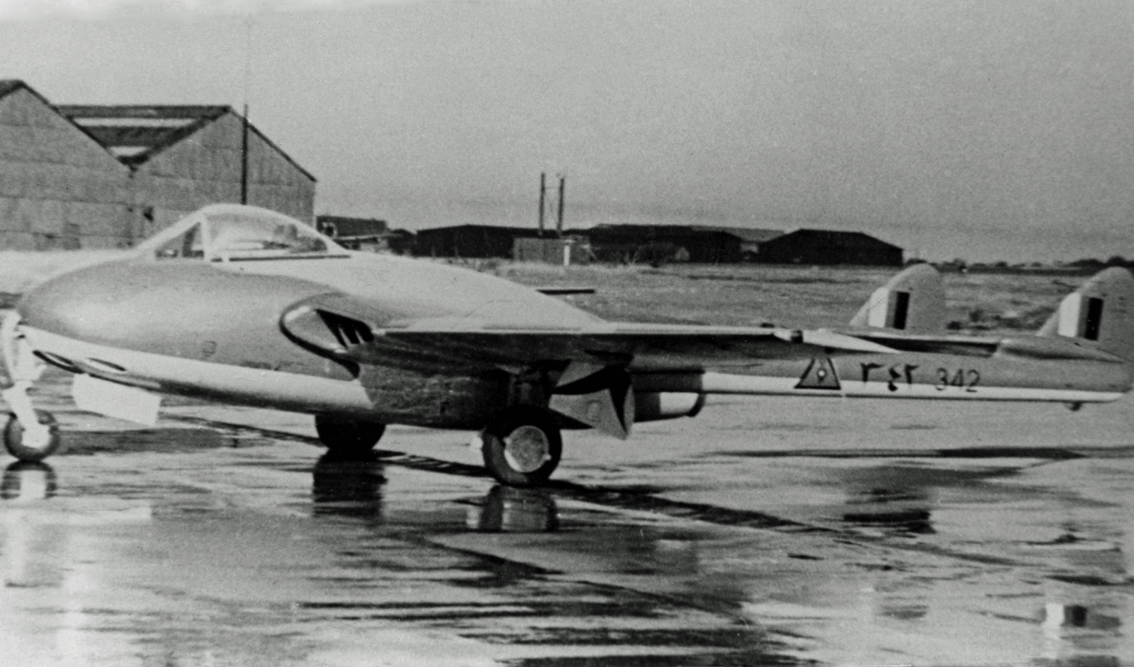
Vampire FB.52 trước khi được giao cho Không quân Iraq năm 1952

Chiếc Vampire đầu tiên được trang bị động cơ Halford H1 (sau này đổi tên thành "Goblin") tạo lực đẩy 2,100 lbf (9.3 kN), do Frank B Halford thiết kế và de Havilland chế tạo. Động cơ là kiểu luồng ly tâm, kiểu động cơ này đã sớm bị thay thế ngay sau chiến tranh bằng các loại động cơ luồng hướng tâm. Ban đầu, khi máy bay trang bị động cơ Goblin, nó chỉ có tầm hoạt động rất hạn chế. Đây là một vấn đề phổ biến với tất cả các loại máy bay phản lực đời đầu, sau đó người ta đã cải thiện vấn đề này nhờ khả năng mang nhiên liệu trên các máy bay. Khi thiết kế được cải thiện động cơ cũng được nâng cấp. Sau này những chiếc Mk I thường trang bị động cơ Goblin II; từ F.3 trở đi trang bị động cơ Goblin III. Một số mẫu máy bay được dùng để thử nghiệm tĩnh cho Rolls-Royce Nene nhưng không được đưa vào sản xuất. Một đặc tính bất thường của việc đặt động cơ thấp là chiếc Vampire không thể đáp ở một chỗ quá lâu khi động cơ đang chạy, vì sức nóng tỏa ra từ động cơ sẽ làm tan chảy bề mặt đường băng.
De Havilland đã khởi xướng một dự án tiêm kích bay đêm của riêng mình mang mã DH.113 dành cho xuất khẩu, trang bị buồng lái 2 chỗ dựa trên mẫu máy bay tiêm kích đêm Mosquito, và phần mũi dài hơn để chứa radar AI Mk X. Không quân Ai Cập đã đặt hàng loại máy bay tiêm kích đêm này, nhưng đơn hàng đã bị chính phủ Anh chặn lại, do Anh thực hiện cấm vận vũ khí đối với Ai Cập. Thay vào đó RAF đã nhận đơn hàng và đưa những máy bay này vào biên chế tạm thời khi những chiếc tiêm kích đêm de Havilland Mosquito nghỉ hưu và loại tiêm kích đêm Meteor được đưa vào sử dụng chính thức. Bỏ radar từ bản tiêm kích đêm và trang bị hệ thống điều khiển kép, de Havilland đã chế tạo phiên bản huấn luyện mang tên DH.115 Vampire hay Vampire T.11. Phiên bản này được chế tạo với số lượng lớn, cho cả RAF và xuất khẩu.
Tổng cộng đã có 3.268 chiếc Vampire thuộc 15 phiên bản được chế tạo, bao gồm phiên bản tiêm kích đêm 2 chỗ, phiên bản huấn luyện và phiên bản trang bị trên tàu sân bay có tên gọi Sea Vampire.
Vampire được trang bị cho không quân 31 nước. Đức, Hà Lan, Tây Ban Nha và Mỹ là các cường quốc Phương tây duy nhất không sử dụng loại máy bay này.

### Hồ sơ và thành tựu

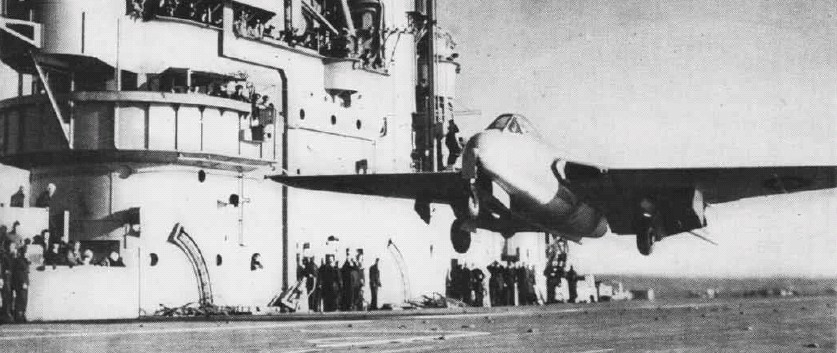
Chiếc tàu sân bay đầu tiên thực hiện cất hạ cánh máy bay phản lực vào năm 1945 - phi công Eric "Winkle" Brown thực hiện cất cánh từ

Ngày 8/6/1946, Vampire được giới thiệu với công chúng Anh khi Phi đội số 247 RAF thuộc Bộ chỉ huy tiêm kích RAF được trao nhiệm vụ dẫn đầu nhóm máy bay diễu hành bay qua London nhân ngày kỷ niệm chiến thắng.
Vampire là một máy bay đa năng, thiết lập nhiều kỷ lục hàng không, nó là chiếc tiêm kích đầu tiên của RAF đạt tốc độ trên 500 mph (800 km/h). Ngày 3/12/1945, một chiếc Sea Vampire do đại úy Eric "Winkle" Brown điều khiển đã trở thành chiếc máy bay phản lực đầu tiên cất hạ cánh từ một tàu sân bay.
Những chiếc Vampire được sử dụng trong các cuộc thử nghiệm từ năm 1947 tới 1955 để phát triển các máy bay tiêm kích có ít bánh đáp nhưng vẫn có thể hoạt động trên các sàn cao su đàn hổi của tàu sân bay, loại sàn này cho phép loại trừ phần nào trọng lượng và sự phức tạp của bộ bánh đáp. Mặc dù các cuộc thử nghiệm về kỹ thuật cho thấy tính khả thi, với nhiều lần hạ cánh được thực hiện với bộ bánh đáp thụt vào trên sàn cao su cả ở sân bay Farnborough và tàu sân bay HMS Warrior, nhưng nó không nhận được sự phản hồi tích cực và không được thử nghiệm thêm nữa. Ngày 23/3/1948, John Cunningham điều khiển một chiếc Mk I được sửa đổi đầu cánh mở rộng và trang bị động cơ de Havilland Ghost đã thiết lập một kỷ lục thế giới mới về độ cao, khi chiếc máy bay đạt độ cao 59,446 ft (18,119 m).
Ngày 14/7/1948, 6 chiếc Vampire F.3 thuộc phi đội số 54 RAF trở thành những chiếc máy bay phản lực đầu tiên bay qua Đại Tây Dương. Những chiếc máy bay này tạm dừng ở Stornoway, Outer Hebrides, Scotland; Keflavik, Iceland và Goose Bay tại Labrador, trước khi hạ cánh xuống Montreal nhằm bắt đầu chuyến viếng thăm thiện chí hàng năm tới Canada và Hoa Kỳ, tại đây chúng sẽ trình diễn các tiết mục biểu diễn nhào lộn trên không.
Cùng lúc đó, đại tá không quân Mỹ David C. Schilling dẫn đầu một nhóm F-80 Shooting Star bay tới Căn cứ không quân Fürstenfeldbruck tại Đức. Đã có những mâu thuẫn nảy sinh sau đó liên quan tới cuộc cạnh tranh giữa RAF và USAF về việc ai là người đầu tiên bay qua Đại Tây Dương bằng máy bay phản lực. Một báo cáo nói rằng phi đội của USAF đã trì hoãn nhiệm vụ của mình để những chiếc Vampire trở thành những "máy bay phản lực đầu tiên bay qua Đại Tây Dương". Một báo cáo khác lại nói rằng các phi công Vampire đã tổ chức buổi ăn mừng "cuộc đua chiến thắng chống lại đối thủ F-80"

## Lịch sử hoạt động

### Không quân và Hải quân Hoàng gia Anh
Sau chiến tranh, RAF sử dụng Gloster Meteor làm máy bay tiêm kích đánh chặn và Vampire làm máy bay tiêm kích-bom (mặc dù vai trò của chúng có lẽ bị đảo ngược). Nguyên mẫu đầu tiên của "Máy bay tiêm kích-bom Vampire Mk 5" (FB.5), được sửa đổi từ một chiếc Vampire F.3, thực hiện chuyến bay đầu tiên vào ngày 23/6/1948. FB.5 giữ lại động cơ Goblin III của F.3, nhưng bọc giáp bảo vệ xung quanh hệ thống động cơ, cánh ngắn hơn 1 ft (30 cm), và càng đáp chính dài hơn để xử lý trọng lượng cất cánh lớn hơn và tạo khoảng trống để mang vũ khí. Dưới mỗi cánh có thể mang được 1 thùng nhiên liệu phụ hoặc bom 500 lb (227 kg), và máy bay cũng có thể mang 8 đạn phản lực "3-inch" ("RP"). Mặc dù người ta cũng đã xem xét tới ghế phóng, nhưng nó lại không được trang bị.

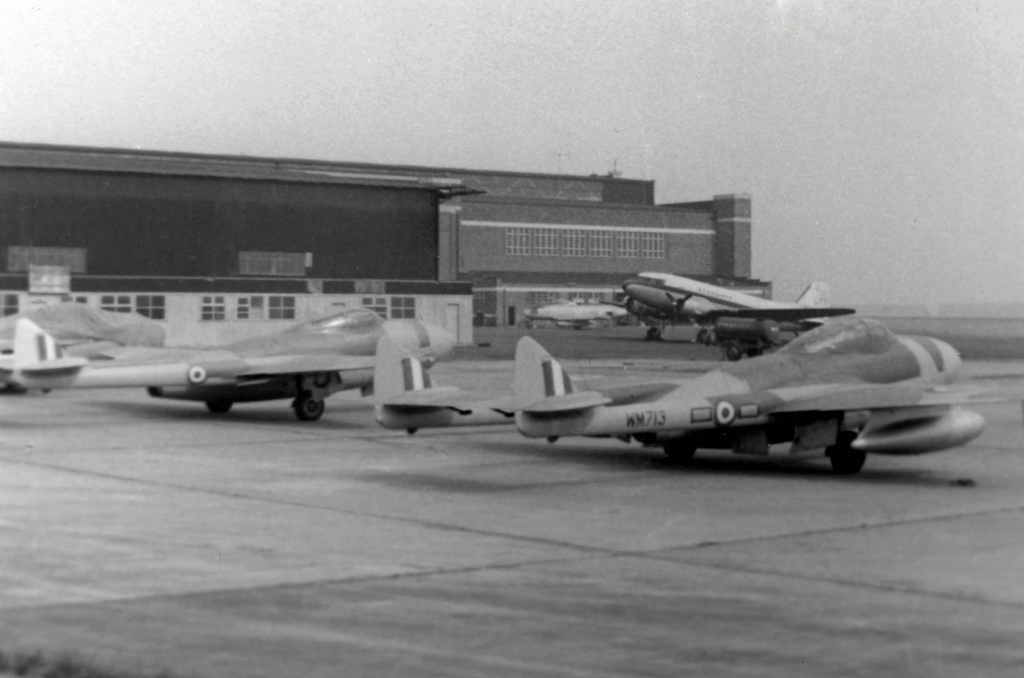
Vampire NF.10 thuộc Phi đội 25 RAF năm 1954.

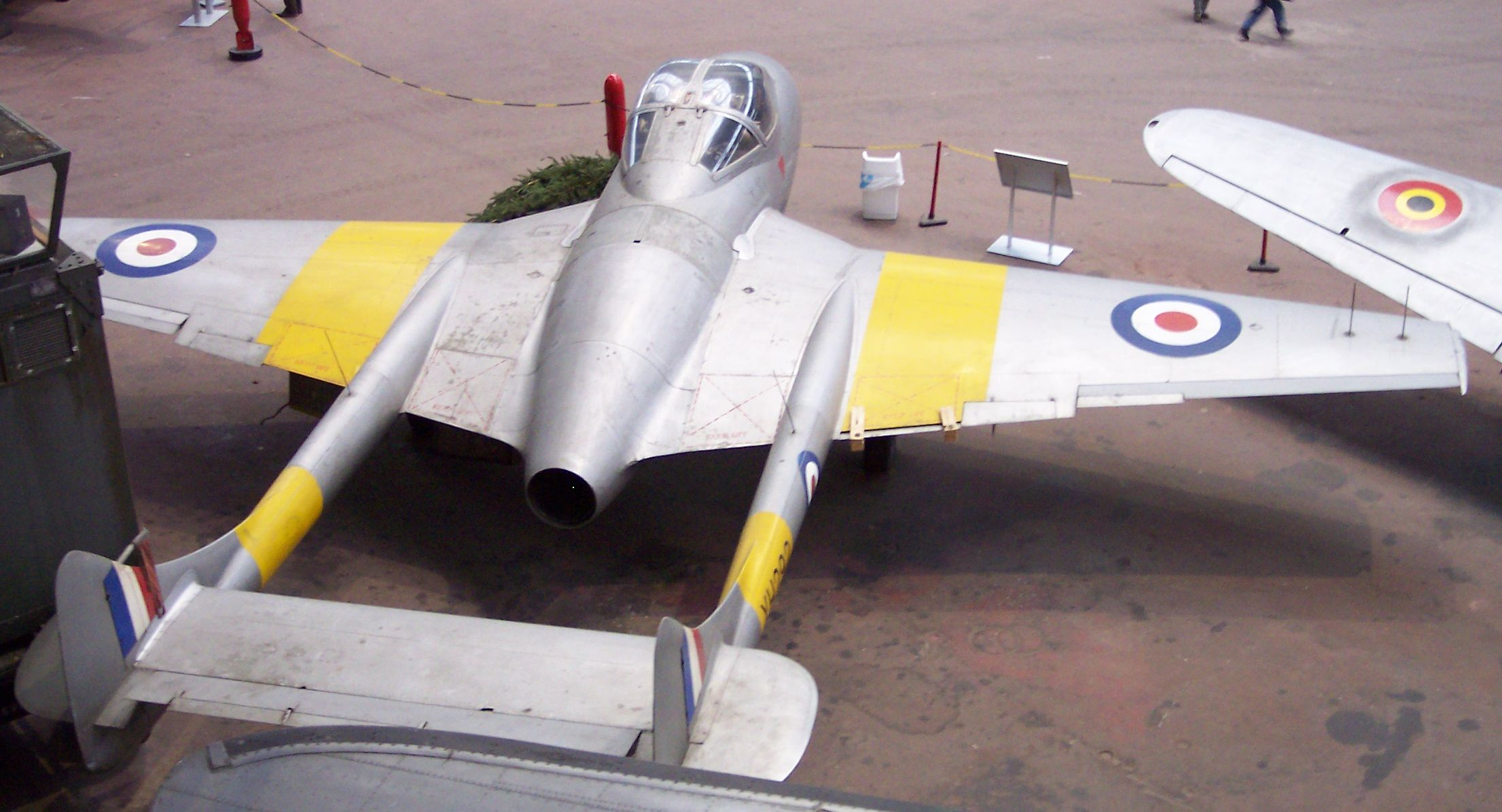
Máy bay huấn luyện Vampire T.11 hai chỗ.

Vào thời kỳ đỉnh điểm, RAF có tới 19 phi đội trang bị Vampire FB.5 tại Châu Âu, Trung Đông và vùng Viễn Đông. FB.5 đã thực hiện các nhiệm vụ tấn công thành công trong các chiến dịch của Khối thịnh vượng chung nhằm trấn áp cuộc nổi dậy ở Malaya vào cuối thập niên 1940 đầu thập niên 1950. Tiêm kích-bom FB.5 trở thành biến thể một chỗ được sản xuất nhiều nhất với 473 chiếc.
NF.10 phục vụ từ năm 1951 tới năm 1954 với ba phi đội (23, 25 và 151) nhưng thường bay vào ban ngày cũng như đêm thời gian. Sau khi thay thế bởi nọc độc chuyển đổi đã được thực hiện tiêu chuẩn NF (T).10 cho hoạt động bởi Trung dẫn hướng và điều khiển học tại RAF Shawbury. Những người khác đã được bán cho không quân Ấn Độ. RAF cuối cùng xuống hạng ma cà rồng đến vai trò huấn luyện cao cấp vào giữa những năm 1950 và loại thường ra khỏi không quân Hoàng gia vào cuối thập kỷ.
NF.10 phục vụ từ năm 1951 tới 1954 trong 3 phi đội (23, 25 và 151). Sau khi những chiếc Venom thay thế, NF.10 được chuyển đổi thành tiêu chuẩn NF(T).10 để trang bị cho Trường điều khiển và dẫn đường trung ương tại (RAF Shawbury). Những chiếc khác được bán cho Không quân Ấn Độ.
Mk 5 là một phiên bản hải quân với tên gọi Sea Vampire, đây là loại máy bay chiến đấu phản lực đầu tiên của Hải quân Hoàng gia. Dù chúng có tầm bay ngắn điều đó có nghĩa là không phù hợp cho các tàu sân bay tiền tuyến, nhưng Hải quân rất ấn tựong với loại máy bay này từ 3/12/1945, khi một chiếc Vampire thực hiện các thử nghiệm bay trên tàu sân bay HMS Ocean, và 18 chiếc Sea Vampire đã được mua nhằm có được kinh nghiệm vận hành máy bay phản lực trên tàu sân bay.
Phiên bản Vampire cuối cùng là phiên bản T (huấn luyện). Cất cánh lần đầu năm 1950, hơn 600 chiếc T.11 đã được sản xuất cho cả hải quân và không quân. Phiên bản T tiếp tục hoạt động cho đến năm 1966. Có một chiếc Vampire huấn luyện ở Trường bay trung tương (CFS) tại RAF Little Rissington cho đến tận tháng 1/1972.

### Australia
Vào năm 1946, một kế hoạch mua 50 chiếc Vampire đầu tiên cho Không quân Hoàng gia Australia (RAAF) đã được thông qua. 3 chiếc đầu tiên được chế tạo tại Anh là các phiên bản F1, F2 và FB.5; có số seri là A78-1 tới A78-3. Chiếc máy bay thứ hai, F2 (A78-2), được trang bị một động cơ phản lực Rolls Royce Nene chứ không phải là động cơ Goblin như bình thường. Tất cả 80 chiếc tiêm kích F.30 và tiêm kích-bom FB.31 được chế tạo tại nhà máy de Havilland Australia ở Australia, những chiếc máy bay này được trang bị phiên bản động cơ Nene chế tạo theo giấy phép của Commonwealth Aircraft Corporation. Động cơ Nene yêu cầu mặt cắt ngang của cửa hút khí lớn hơn so với Goblin, và giải pháp ban đầu là gắn cửa hút khí phụ trên đỉnh của thân máy bay phía sau buồng lái. Không may là các cửa hút khí này dẫn tới nhiều vấn đề, 3 máy bay và phi công lái chúng đã mất khi máy bay bổ nhào. Tất cả máy bay trang bị động cơ Nene sau đó được cải tiến để có cửa hút khí phụ trong thân do đó tránh được các tai nạn.
Chiếc tiêm kích F.30 đầu tiên (A79-1) bay vào tháng 6/1949, sau đó có thêm 56 chiếc F.30 khác được chế tạo trước khi 23 chiếc cuối cùng được hoàn thành có cấu hình như FB.31 với cánh gia cố và giá treo dưới cánh. Chiếc FB.31 cuối cùng được giao vào tháng 8/1953, và 24 chiếc F.30 sản xuất sau cùng đã được nâng cấp lên tiêu chuẩn FB.31. Những chiếc Vampire một chỗ được RAAF cho nghỉ hưu vào năm 1954.
T.33, T.34 và T.35 được RAAF và RAN (Hải quân Hoàng gia Australia) sử dụng (còn gọi là Mk33 tới Mk35W theo tên gọi khác của RAAF), chúng được sản xuất hoặc lắp ráp tại nhà máy của de Havilland Australia ở Sydney. Mk35W là mẫu Mk35 trang bị thêm các thiết bị khác. Máy bay huấn luyện Vampire đã được sản xuất tới 110 chiếc, và ban đầu gfoomf 35 chiếc T.33 cho RAAF, bắt đầu giao hàng năm 1952. Năm 1954, RAN nhận được 5 chiếc T.34 đầu tiên. Các máy bay huấn luyện này tiếp tục phục vụ RAAF cho đến tận năm 1970 trong khi đó RAN cho chúng nghỉ hưu năm 1971.

### Canada
Một phiên bản F.1 được Canada thử nghiệm đánh giá tại Winter Experimental Establishment ở Edmonton năm 1946. F.3 được chọn như một trong hai loại tiêm kích cho Không quân Hoàng gia Canada (RCAF) và bay lần đầu tiên tại Canada vào 17/1/1948, thuộc biên chế trường huấn luyện bay trung tâm tại RCAF Station Trenton. Tổng cộng có 86 chiếc được trang bị cho không quân, F.3 là máy bay tiêm kích phản lực đầu tiên trang bị cho RCAF. Nó không những dùng để cho phi công tiêm kích làm quen với máy bay phản lực mà còn giúp phi công làm quen với buồng lái điều áp. "Vamp" là một loại máy bay phổ biến, dễ bay và được gọi là "hot rod." Nó được trang bị cho cả các đơn vị trực chiến và dự bị cho đến khi bị thay thế bởi những chiếc Canadair Sabre vào cuối thập niên 1950.

### Ai Cập
Đến năm 1954, Ai Cập đã có 49 chiếc Vampire, mua từ Italy và Anh, chủ yếu là phiên bản tiêm kích-bom. Năm 1955, 12 chiếc Vampire huấn luyện được đặt mua, giao hàng vào tháng 7 cùng năm. Không quân Ai Cập mất 3 chiếc Vampire trong giao chiến với các máy bay phản lực của Israel trong Khủng hoảng Kênh đào Suez.

### Phần Lan

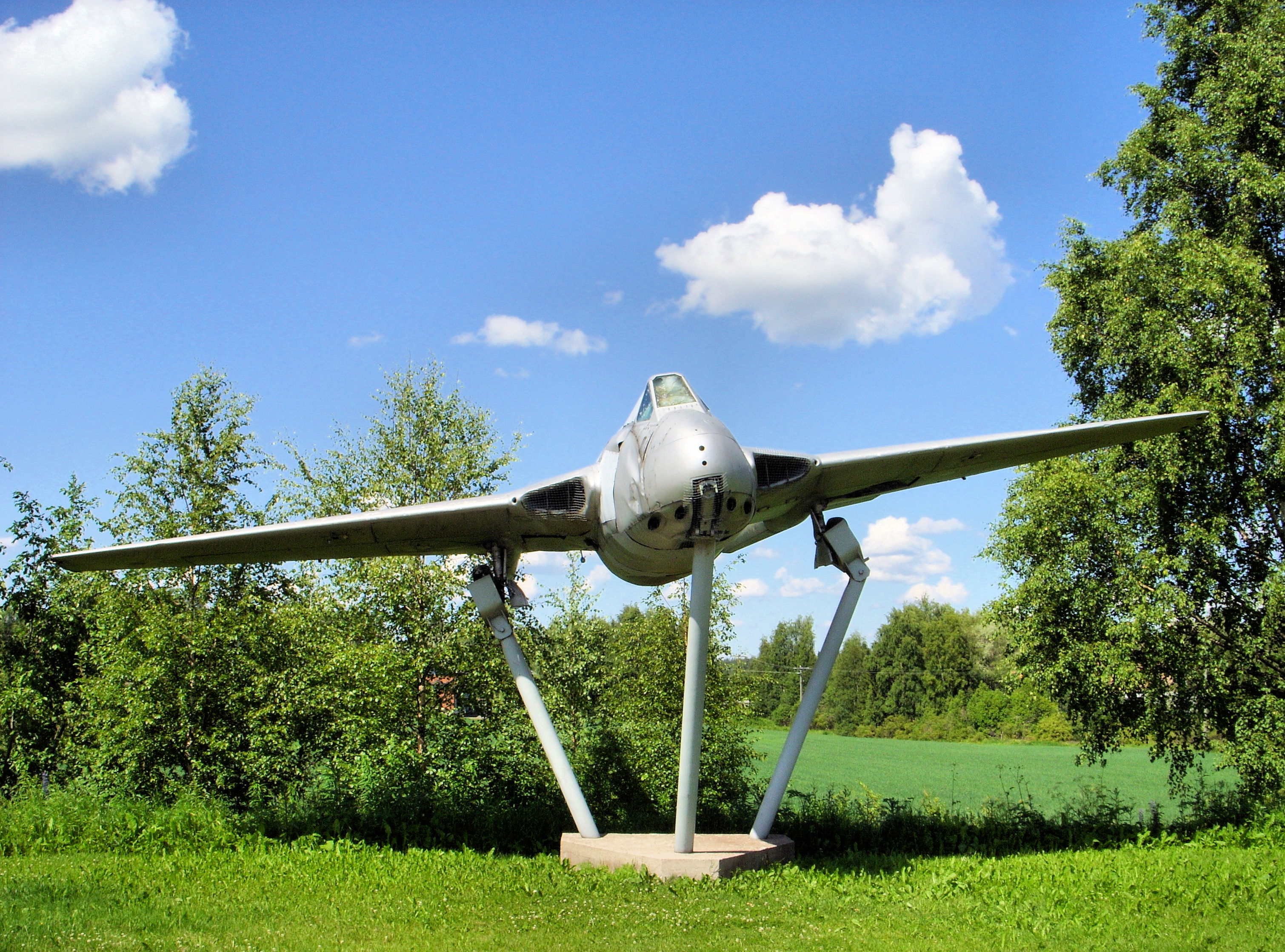
Vampire Mk 52 "VA-7" Koskue

Không quân Phần Lan nhận 6 chiếc Vampire FB.52 năm 1953. Phiên bản này có nickname là "Vamppi" trong các đơn vị của Phần Lan. Ngoài ra còn có 9 chiếc T.55 hai chỗ được mua vào năm 1955. Số máy bay này được trang bị cho Không đoàn số 2 tại Pori, nhưng sau đó chuyển sang cho Không đoàn số 1 ở Tikkakoski vào cuối thập niên 1950. Chiếc Vampire cuối cùng của Phần Lan nghỉ hưu vào năm 1965.

### Ấn Độ
Phi đội số 7, Không quân Ấn Độ (IAF) nhận những chiếc Vampire đầu tiên vào tháng 1/1949. Mặc dù đơn vị được đặt vào trạng thái sẵn sàng chiến đấu cao trong cuộc Chiến tranh Trung-Ấn 1962, nhưng nó không tham chiến, do vai trò của không quân chỉ giới hạn trong các hoạt động cung cấp và di tản.
Ngày 1/9/1965, trong chiến tranh Ấn Độ-Pakistan, những chiếc Vampire của IAF đã thực hiện các nhiệm vụ chiến đấu lần đầu tiên. Phi đội số 45, Không quân Ấn Độ thực hiện các cuộc tấn công vào Lục quân Pakistan (Chiến dịch Grand Slam) và 4 chiếc tiêm kích-bom Vampire Mk 52 đã thành công trong việc làm chậm bước tiến của quân đội Pakistan. Tuy nhiên, những chiếc Vampire đã chạm trán với 2 chiếc F-86 Sabres của không quân Pakistan, chúng được trang bị tên lửa không đối không; trong khi không chiến tầm gần, những chiếc Vampire cũ kỹ đã tỏ ra kém hơn. 1 chiếc bị bắn rơi bởi hỏa lực mặt đất và 3 chiếc khác bị những chiếc Sabre bắn hạ. Vampire đã rút khỏi lực lượng tiền tuyến sau những thiệt hại này.

### Na Uy
Không quân Hoàng gia Na Uy (RNAF) mua 20 chiếc Vampire F.3, 36 chiếc FB.52 và 6 chiếc T.55 huấn luyện. Vampire hoạt động từ năm 1948 tới năm 1957, được trang bị cho 3 phi đội tại Gardermoen. Vampire nghỉ hưu năm 1957 khi không quân Na Uy tái trang bị lại những chiếc Republic F-84G Thunderjet. Những chiếc Vampire huấn luyện được thay thế bởi Lockheed T-33 năm 1955 và được gửi trở lại Anh, sau đó chúng được Không quân Hoàng gia Anh sử dụng.

### Thụy Điển
Không quân Thụy Điển đặt mua lô đầu tiên của 70 chiếc Vampire FB.1 vào năm 1946, những chiếc Vampire được trang bị thay thế cho những chiếc SAAB 21 và J 22 đã hết hạn sử dụng trong lực lượng máy bay tiêm kích. Máy bay được định danh là J 28A và được trang bị cho cho không đoàn F 13 Norrköping. Không quân Thụy Điển coi những chiếc Vampire là xương sống của lực lượng tiêm kích. Tổng cộng có 310 chiếc của FB.50 được định danh là J 28B được đặt mua vào năm 1949. Chiếc cuối cùng giao vào năm 1952, sau đó tất cả các máy bay tiêm kích động cơ piston đã ngừng hoạt động. Ngoài ra, tổng cộng 57 chiếc Vampire DH 115 huấn luyện hai chỗ được gọi là J 28C cũng được trang bị cho nhiệm vụ huấn luyện phi công.
Những chiếc Vampire của Thụy Điển nghỉ hưu vào năm 1956 và được thay thế bởi loại J 29 (SAAB Tunnan) và J 34 (Hawker Hunter). Chiếc Vampire huấn luyện cuối cùng nghỉ hưu vào năm 1968 (tất cả những chiếc Vampire đang bay tại Thụy Điển hiện nay đều bắt nguồn từ Không quân Thụy Sĩ).

### Rhodesia
Không quân Rhodesia có 16 chiếc tiêm kích FB.9 và 16 chiếc Vampire FB11 huấn luyện vào đầu thập niên 1950, trang bị cho 2 phi đội. Chúng thường xuyên được triển khai tới Aden từ năm 1957 tới năm 1961, hỗ trợ cho các chiến dịch chống nổi dậy của Anh. Thêm 21 chiếc hai chỗ và 13 chiếc một chỗ đã được Nam Phi cung cấp vào cuối thập niên 1960 và đầu thập niên 1970. Rhodesia sử dụng Vampire cho đến cuối chiến tranh vào năm 1979. Chúng được thay thế bởi loại BAe Hawk 60 vào đầu thập niên 1980. Sau 30 phục vụ, chúng là những chiếc Vampire cuối cùng được sử dụng trên thế giới..

## Biến thể
- DH 100: có 3 nguyên mẫu.
- Vampire Mk I: phiên bản tiêm kích một chỗ cho RAF; 244 chiếc được chế tạo.
- Mk II: có 3 nguyên mẫu, trang bị động cơ phản lực Rolls-Royce Nene.
- F.3: phiên bản tiêm kích một chỗ cho RAF. 2 nguyên mẫu được chuyển đổi từ Mk 1; 202 chiếc được chế tạo, 20 chiếc được xuất khẩu tới Nauy.
- Mk IV: trang bị động cơ Nene, không được chế tạo.
- FB.5: phiên bản tiêm kích-bom một chỗ. Trang bị động cơ phản lực Goblin 2; 930 chiếc được chế tạo cho RAF và 88 chiếc cho xuất khẩu.
- FB.6: phiên bản tiêm kích-bom một chỗ. Trang bị động cơ phản lực Goblin 3; 178 chiếc được chế tạo, 100 chiếc chế tạo ở Thụy Sĩ cho Không quân Thụy Sĩ.
- Mk 8: Trang bị động cơ Ghost, 1 nguyên mẫu chuyển đổi từ 1 chiếc Mk 1.
- FB.9: Phiên bản tiêm kích-bom nhiệt đới hóa và cải tiến của Mark 5. Trang bị động cơ phản lực Goblin 3; 326 chiếc được chế tạo, hầu hết do de Havilland thực hiện.
- Mk 10 hay DH 113 Vampire: Nguyên mẫu 2 chỗ trang bị động cơ Goblin; 2 chiếc được chế tạo.
- NF.10: phiên bản tiêm kích đêm cho RAF; 95 chiếc được chế tạo gồm 29 chiếc là NF.54.
- Sea Vampire Mk 10: nguyên mẫu dùng cho thử nghiệm trên tàu. 1 chiếc được chuyển đổi từ loại khác.
- Mk 11 hay DH 115 Vampire Trainer: nguyên mẫu huấn luyện phản lực 2 chỗ, liên doanh với tư nhân.
- T.11: phiên bản huấn luyện 2 chỗ cho RAF. Trang bị động cơ Goblin 35; 731 chiếc được chế tạo.
- Sea Vampire F 20: Phiên bản hải quân của FB.5; 18 chiếc được chế tạo bởi English Electric.
- Sea Vampire Mk 21: 6 chiếc được chuyển đổi từ những chiếc F.3 với phần bụng gia cố và móc hãm để thử nghiệm hạ cánh không bánh đáp trên mặt sàn đàn hồi.[28]
- Sea Vampire T 22: phiên bản huấn luyện 2 cho Hải quân Hoàng gia; 73 chiếc được chế tạo bởi De Havilland.
- FB 25: Biến thể của FB.5; 25 chiếc xuất khẩu cho New Zealand
- F.30: phiên bản tiêm kích-bom một chỗ cho RAAF. Trang bị động cơ Rolls-Royce Nene; 80 chiếc được chế tạo ở Australia.
- FB.31: Trang bị động cơ Nene, 29 chiếc được chế tạo ở Australia.
- F 32: 1 chiếc Vampire của Australia được chuyển đổi với điều hòa không khí.
- T.33: phiên bản huấn luyện 2 chỗ. Trang bị động cơ Goblin; 36 chiếc được chế tạo ở Australia.
- T.34: phiên bản huấn luyện 2 chỗ cho hải quân hoàng gia Australia; 5 chiếc được chế tạo ở Australia.
- T.34A: Vampire T.34 trang bị ghế phóng.
- T.35: phiên bản huấn luyện 2 chỗ sửa đổi; 68 chiếc được chế tạo ở Australia.
- T.35A: T.33 chuyển đổi lên cấu hình của T.35.
- FB.50: xuất khẩu cho Thụy Điển với tên gọi J 28B; 310 chiếc được chế tạo, 12 chiếc trong số đó được chế tạo lại theo tiêu chuẩn T.55.
- FB.51: nguyên mẫu xuất khẩu cho Pháp.
- FB.52: phiên bản xuất khẩu của Mk 6, 101 chiếc được chế tạo; 36 chiếc xuất khẩu cho Nauy và sử dụng trong giai đoạn 1949 tới 1957.
- FB.52A: phiên bản tiêm kích-bom một chỗ cho Không quân Italy; 80 chiếc được chế tạo ở Italy..
- FB.53: phiên bản tiêm kích-bom một chỗ ch Armee de l'Air; 250 chiếc được chế tạo ở France, như Sud-Est SE 535 Mistral.
- NF.54: phiên bản xuất khẩu của Vampire NF.10 cho Không quân Italy; 29 chiếc được chế tạo.
- T.55: phiên bản xuất khẩu của loại huấn luyện DH 115; 216 chiếc được chế tạo và 6 chiếc chuyển đổi từ T.11.

## Các quốc gia sử dụng
Austria
- Không quân Áo

 Australia
- Không quân Hoàng gia Australia
  - Phi đội số 21 RAAF
  - Phi đội số 22 RAAF
  - Phi đội số 23 RAAF
  - Phi đội số 25 RAAF
  - Phi đội số 75 RAAF
  - Phi đội số 76 RAAF

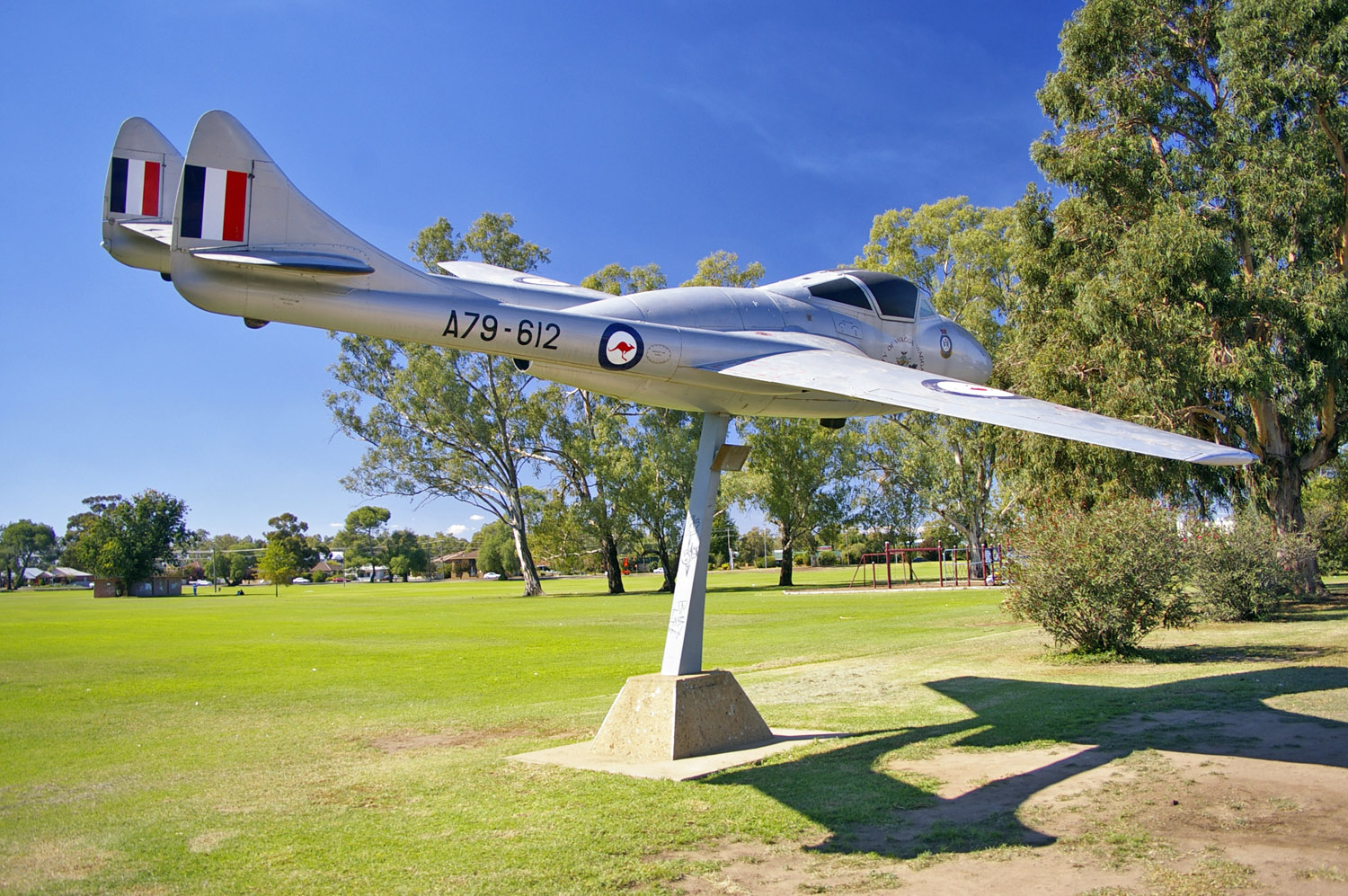
de Havilland Vampire T.35 (A79-612) ở Wagga Wagga, New South Wales, Australia

  - Trường huấn luyện bay cao cấp số 1 RAAF[29]
  - Đơn vị chuyển đổi tác chiến số 2 RAAF
  - Đơn vị huấn luyện tác chiến số 5 RAAF
  - Trường bay trung ương RAAF
- Hải quân Hoàng gia Australia Không quân Hải quân (RAN)
  - Phi đội số 723 RAN
  - Phi đội số 724 RAN

 Burma
- Không quân Myanma

 Ceylon
- Không quân Hoàng gia Sri Lanka

 Canada
- Không quân Hoàng gia Canada

 Chile
- Không quân Chile

 Congo
 Dominican Republic
- Không quân Dominica - (F.1: 25 (Thụy Điển bán lại); FB.50: 17 (Thụy Điển bán lại))

 Egypt
- Không quân Ai Cập

 Finland
- Không quân Phần Lan

 Pháp
- Armee de l'Air
- Aeronavale

 India
- Không quân Ấn Độ

 Indonesia
- Không quân Indonesia - (T.11: 6)

 Iraq
- Không quân Iraq

 Ireland
- Không quân Ireland

 Italy
- Không quân Italy

 Nhật Bản
- Lực lượng Phòng vệ Trên không Nhật Bản 1 chiếc Vampire T55 huấn luyện chuyển giao năm 1955 để thử nghiệm đánh giá.[30]

 Jordan
- Không quân Hoàng gia Jordan

 Katanga
- (T.11: 2 (Bồ Đào Nha bán lại))

 Liban
- Không quân Liban

 Mexico
- Không quân Mexico (nghỉ hưu năm 1970)

 New Zealand
- Không quân Hoàng gia New Zealand
  - Phi đội số 14 RNZAF
  - Phi đội số 75 RNZAF

 Norway
- Không quân Hoàng gia Nauy
  - Phi đội số 336 RNoAF
  - Phi đội số 337 RNoAF
  - Phi đội số 339 RNoAF
  - Không đoàn huấn luyện phản lực

 Bồ Đào Nha
- Không quân Bồ Đào Nha

 Rhodesia
- Không quân Rhodesia

 South Africa
- Không quân Nam Phi

 Thụy Điển
- Không quân Thụy Điển: (F.1 (J 28A): 70; FB.50 (J 28B): 310; T.55 (J 28C): 57)

 Thụy Sĩ
- Không quân Thụy Sĩ

 Syria
- Không quân Syria

 United Kingdom
- Không quân Hoàng gia
- Không quân Hải quân

 Venezuela
- Không quân Venezuela

 Zimbabwe
- Không quân Zimbabwe

## Những chiếc còn sót lại

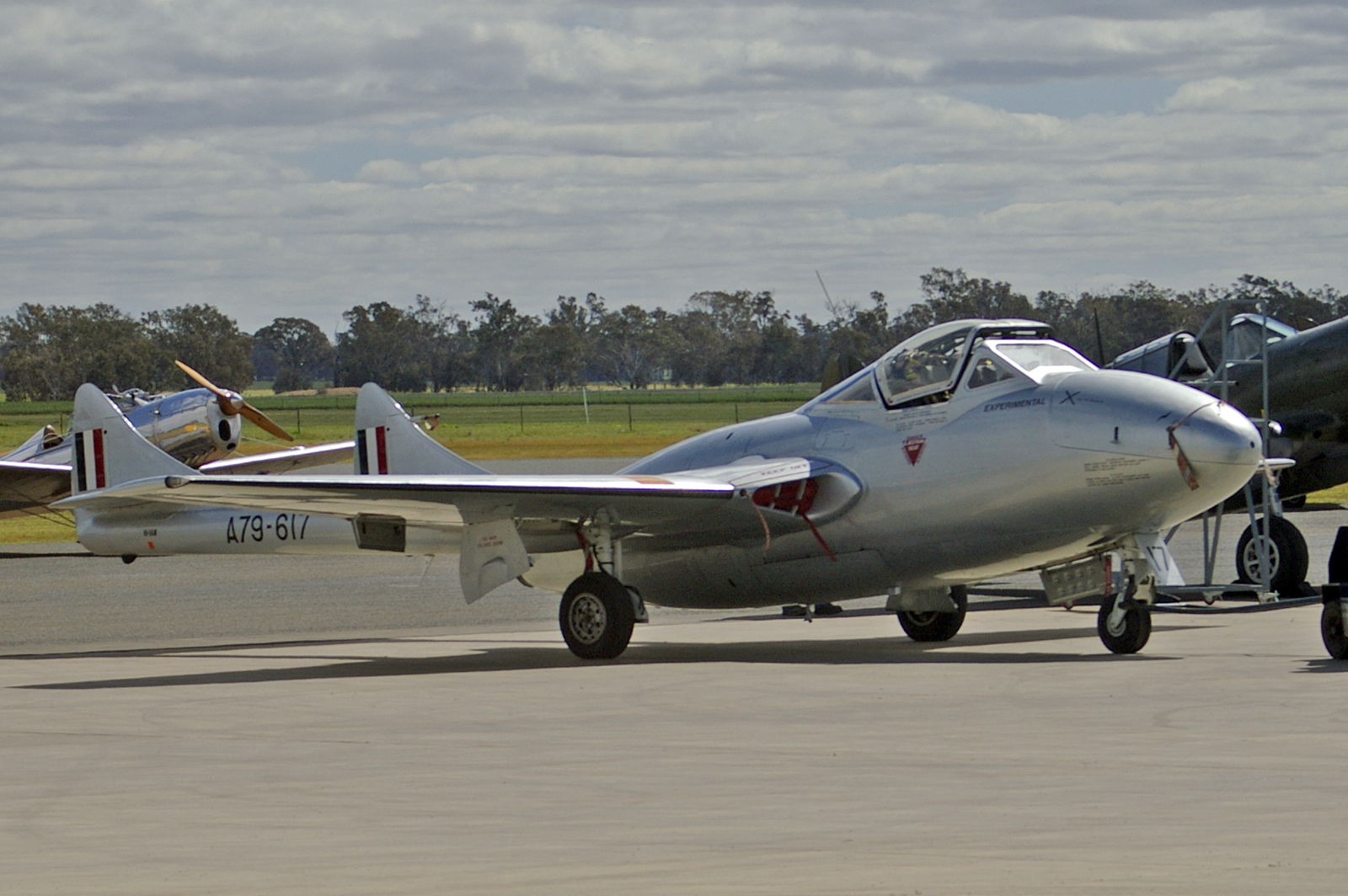
Vampire T.35 (A79-617) tại Bảo tàng Hàng không Temora

Dù vẫn còn hơn 80 chiếc Vampire vẫn còn bay được, nhưng chỉ một số nhỏ đang bay, gồm 2 chiếc Vampire cũ của Thụy Sĩ (T.11 và FB.6) ở Thụy Điển. 1 chiếc hai chỗ khác cũng của Thụy Sĩ hiện đang thuộc sở hữu tư nhân tại Nauy và làm công việc quảng cáo cho không quân Nauy. Một chiếc Vampire T.11 khác đang được Vampire Preservation Group ở North Weald. Essex, Anh sử dụng. Vài chiếc Vampire cũ của Thụy Sĩ và Australia thuộc các bộ sưu tập ở Mỹ. 1 chiếc Vampire Mk 35W 2 chỗ cũ của Australia có số hiệu A79-617 được phục hồi bởi Red Star Aviation ở Hackettstown, New Jersey và sau đó được chuyển về Australia, ở đó nó được trưng bày trong các triển lãm hàng không. 2 chiếc Mk 35 cũ của RAAF (A79-637 và A79-665) thuộc sở hữu của Historical Aircraft Restoration Society (HARS) ở Sân bay Vùng Illawarra, NSW, 1 chiếc đang được phục hồi để bay. Vài chiếc khác ở Mỹ bị bỏ rơi và ở trong tình trạng hư hỏng. 1 chiếc T.11 cũ của RNZAF được phục hồi tại Bảo tàng phi công tiêm kích New Zealand.
Năm 1964, Lynn Garrison mua 2 chiếc Vampire Mk III cũ của RCAF. 1 chiếc vẫn còn tồn tại, được trưng bày tại bảo tàng hàng không ở Calgary, Alberta.
Ngày 6/6/2009, chiếc phản lực già nhất thế giới vẫn bay được là một chiếc Vampire chế tạo năm 1947 thuộc RCAF và nay thuộc sở hữu của Wings of Flight Air Museum tại Batavia, New York, nó từng bị tai nạn khi hạ cánh khẩn cấp tại Sân bay quốc tế Rochester. Máy bay vừa cất cánh để bay tới Batavia nhưng đã phải trở lại do sự cố động cơ, sau đó nó phải hạ cánh khẩn cấp xuống mặt đất. Phi công thoát ra khỏi máy bay với vài vết thương nhỏ. Nó đã được phục hồi với sự trợ giúp kinh phí từ diễn viên John Travolta.

## Những chiếc đang trưng bày

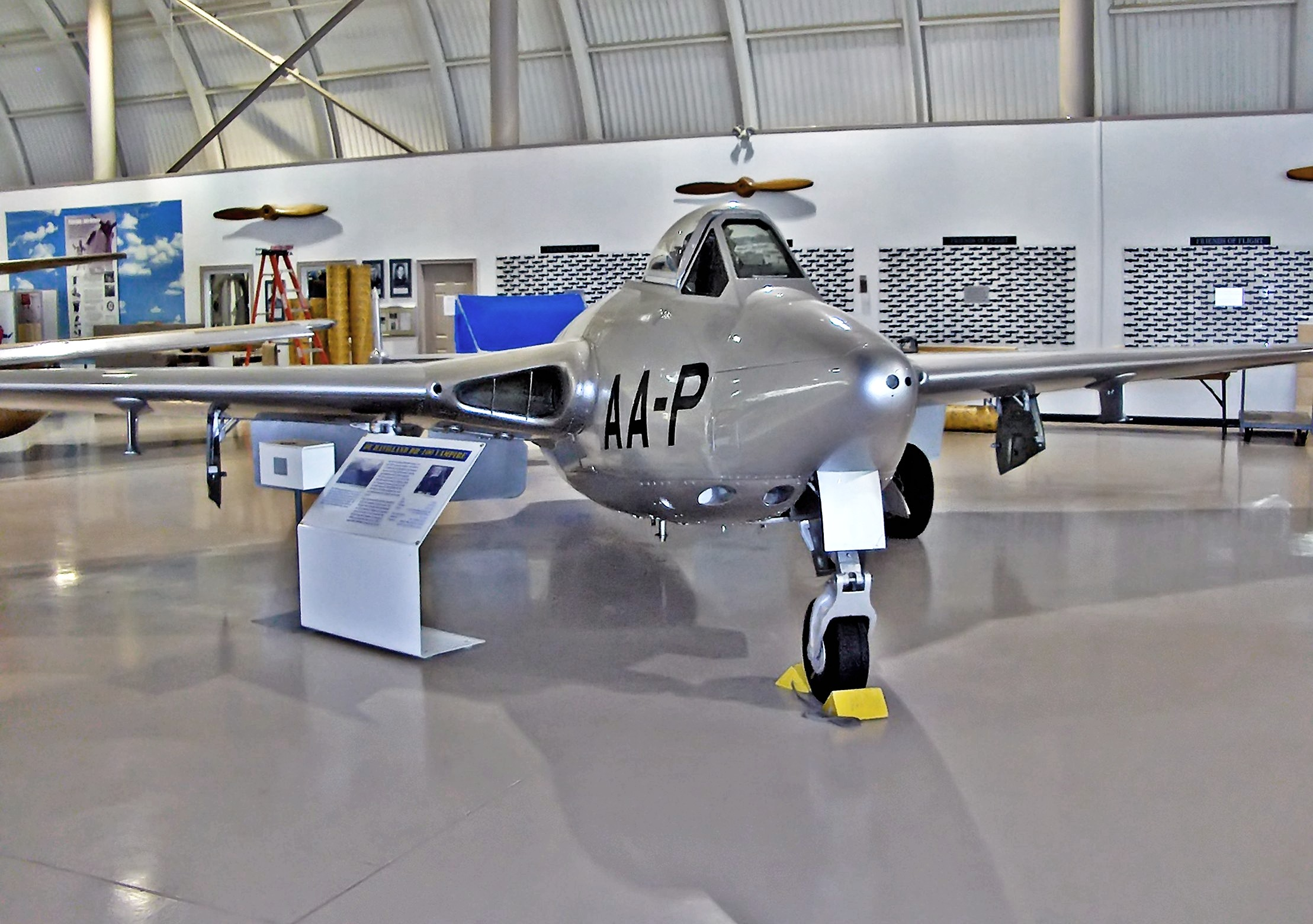
1 chiếc Vampire FB.6 chế tạo cho không quân Thụy Sĩ năm 1969 được sơn màu sơn của phiên bản F.3 thuộc RCAF (Bảo tàng Di sản Máy bay chiến đấu Canada).

Một vài chiếc de Havilland Vampire hiện đang được triển lãm trưng bày trên khắp thế giới:
Australia
- Forbes, New South Wales.
- Tamworth, Australia.
- Temora Aviation Museum, New South Wales, A79-617 của RAAF.
- Wagga Wagga, New South Wales, A79-612 RAAF.
- Wingham, New South Wales A79-593 RAAF.

Áo
- Bảo tàng không quân Zeltweg/Styria Áo (Vampire huấn luyện hai chỗ)

Canada
- Bảo tàng Hàng không Không gian, Calgary, Alberta (Vampire F.3)[40]
- Bảo tàng Hàng không Alberta (Vampire T.35 (1964))
- Bảo tàng Hàng không và Không gian Canada (Vampire Mk 3)
- Bảo tàng Di sản Máy bay chiến đấu Canada
- Bảo tàng bay Canada
- Bảo tàng Reynolds-Alberta

Phần Lan
- Bảo tàng Hàng không Trung ương Phần Lan (3 chiếc Vampire Mk 52 và 2 chiếc Mk 55)

Ấn Độ
- Bảo tàng Không quân Ấn Độ, Palam, New Delhi
- Trường Kỹ thuật Không quân thuộc Không quân Ấn Độ Bangalore

Indonesia
- Bảo tàng Dirgantara Mandala Không quân Indonesia, Căn cứ không quân Adisutjipto, Yogyakarta

Ireland
- Collins Barracks (Dublin) thuộc Bảo tàng Quốc gia Ireland.

Nhật Bản
- Trung tâm xuất bản Căn cứ không quân Hamamatsu Lực lượng Phòng vệ trên không Nhật Bản ở Hamamatsu, Nhật Bản (Vampire T.55)

New Zealand
- Bảo tàng Vận tải và Kỹ thuật ở Auckland, New Zealand (Vampire FB.9)
- Bảo tàng Không quân Hoàng gia New Zealand

Saudia Arabia
- Bảo tàng Không quân Hoàng gia Saudi

Nam Phi
- Bảo tàng Không quân Nam Phi, Port Elizabeth, SAAF 205, FB.5

Vương quốc Anh
- Trung tâm Di sản Máy bay de Havilland ở Hertfordshire
- Bảo tàng Xe Southward
- FB.5 WA346 lưu giữ tại Bảo tàng Không quân Hoàng gia Cosford, Anh.
- T.11 WZ590 trưng bày tại Bảo tàng Chiến tranh Đế chế Duxford, Anh.
- T.11 XH313 trưng bày tại Bảo tàng Hàng không Quân sự Tangmere, Anh.
- T.11 XD593 trưng bày tại Bảo tàng Hàng không Newark, Anh.
- T.11 XD626 trưng bày tại Bảo tàng Hàng không Midland, Coventry, Anh.
- T.11 WZ518 trưng bày tại Bảo tàng Máy bay North East, Sunderland, Anh.
- T.11 XK624 trưng bày tại Bảo tàng Hàng không Norfolk và Suffolk, Flixton, Anh

Hoa Kỳ
- Bảo tàng Hàng không Evergreen ở McMinnville, Oregon
- 1 chiếc Vampire cũ của Thụy Sĩ được trưng bày tại Bảo tàng Hàng không Quonset, North Kingstown, RI, thuộc sở hữu của Bảo tàng hàng không Red Star, chiếc máy bay này vẫn bay được.

Venezuela
- FB.52 (3C35) và T.11 (IE35) tại Bảo tàng Hàng không Maracay, Venezuela[41]

## Tính năng kỹ chiến thuật (Vampire FB.6)
Dữ liệu lấy từ The Illustrated Encyclopedia of Aircraft

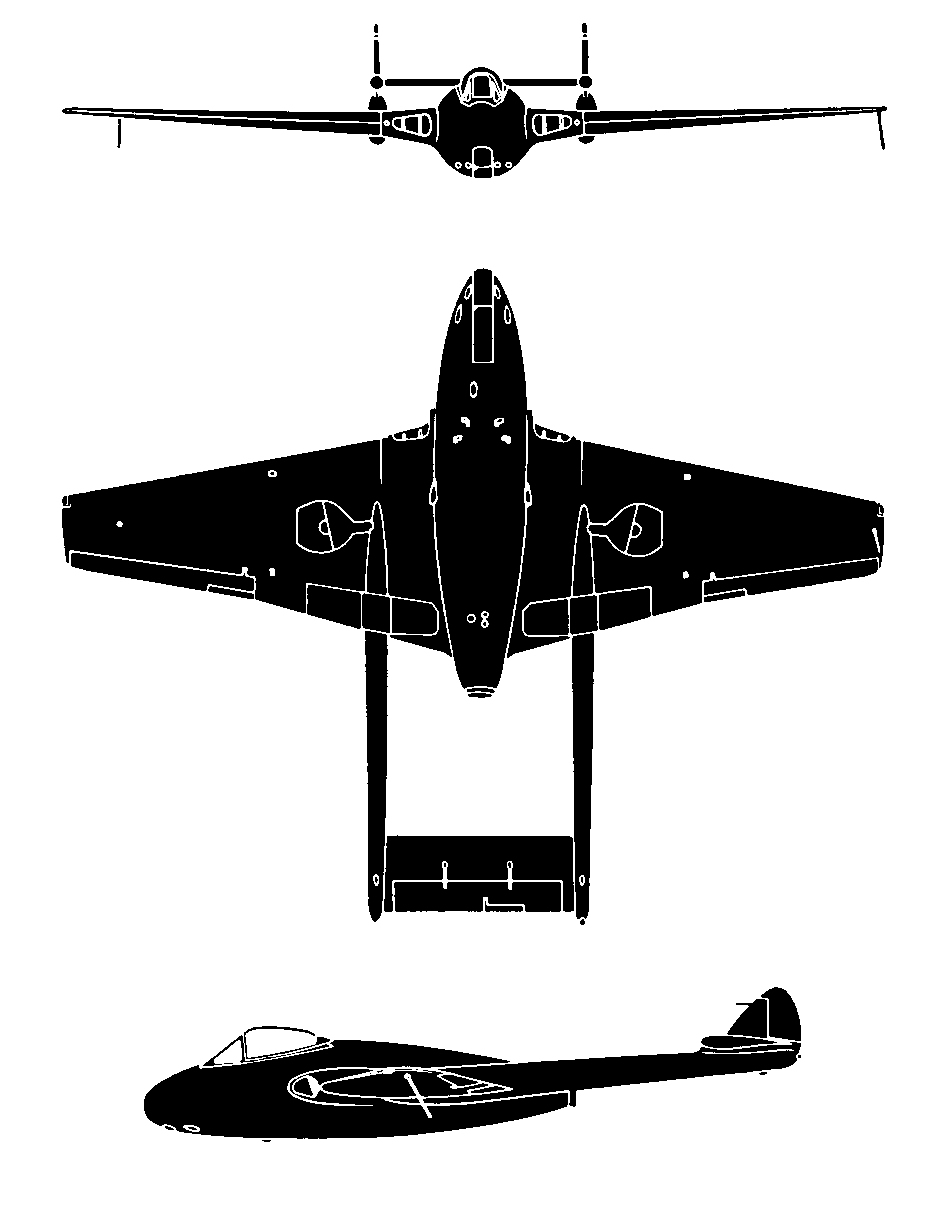
de Havilland Vampire FB.5

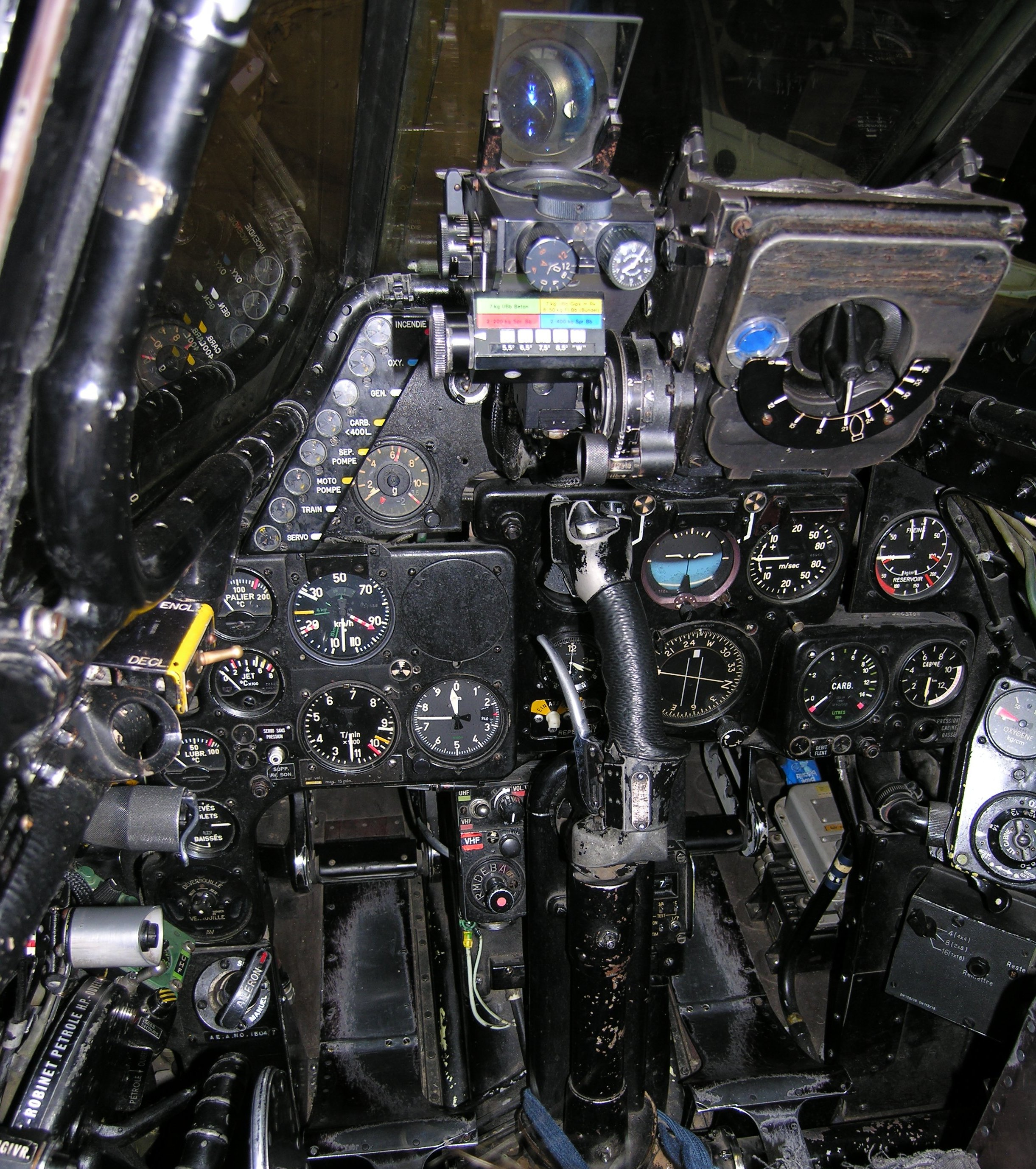
Bố trí bên trong của Vampire FB.6

### Đặc điểm riêng
- Tổ lái: 1
- Sức chứa:
- Chiều dài: 30 ft 9 in (9,37 m)
- Sải cánh: 38 ft (11,58 m)
- Chiều cao: 8 ft 10 in (2,69 m)
- Diện tích cánh: 262 ft² (24,34 m²)
- Trọng lượng rỗng: 7.283 lb (3.304 kg)
- Trọng lượng cất cánh:
- Trọng lượng cất cánh tối đa: 12.390 lb (5.620 kg)[43][44]
- Động cơ: 1 động cơ phản lực ly tâm de Havilland Goblin 3, 3.350 lbf (14,90 kN)

### Hiệu suất bay
- Vận tốc cực đại: 548 mph (882 km/h)
- Vận tốc hành trình:
- Tầm bay: 1.220 dặm (1.960 km)
- Trần bay: 42.800 ft (13.045 m)
- Vận tốc lên cao: 4.800 ft/min[44] (24,4 m/s)
- Lực nâng của cánh:
- Lực đẩy/trọng lượng:

### Vũ khí
- Pháo: 4 × 20 mm (0.79 in) Hispano Mk.V
- Rocket: 8 × 3-inch "60 lb"
- Bom: 2 × 500 lb (225 kg) hoặc 2 thùng dầu phụ

### Máy bay có cùng sự phát triển
- de Havilland Swallow
- de Havilland Venom
- de Havilland Sea Vixen

### Máy bay có tính năng tương đương
- Gloster E.1/44 "Gloster Ace"

### Danh sách khác
- Danh sách máy bay trong Chiến tranh Thế giới II
- Danh sách máy bay phản lực trong Chiến tranh Thế giới II
- Danh sách máy bay tiêm kích